# Flybe
Flybe (フライビー) は、エクセター国際空港に本社を置くイギリスの航空会社であった。2007年にBA Connectの路線の大部分を吸収してからは、ヨーロッパで最大の路線数を持つ地域航空会社の一つで、イギリス国内線ではイージージェットやライアンエアーなどの格安航空会社（LCC）を抑えて最大シェア、ロンドン発着以外の路線ではその半分以上を運航していた。料金設定はLCCに近いが、各種機内サービスを提供している。
2010年12月よりロンドン証券取引所への上場を果たしている。
2020年3月4日を最後にすべての便の運航を停止し、破産を申請した。

## 概要
1979年11月1日にジャージー・ヨーロピアン・エアウェイズ (Jersey European Airways) としてイントラ・エアウェイズ (Intra Airways) の航路を引き継いで運航を開始。 1983年にウォーカー・スティール (Walker Steel Group) の傘下に入り、1985年には同グループ子会社のチャーター航空会社スペースグランド・アビエーション (Spacegrand Aviation) と合併。2000年6月にブリティッシュ・ヨーロピアン・エアウェイズ (BEA, British European Airways) と改名、2002年7月18日より現在の社名になった。
2006年11月3日にブリティッシュ・エアウェイズからBAコネクトのロンドン・シティ空港発着路線以外の路線を引き継ぐことを発表、2007年3月に譲渡が完了した。ロンドン・シティ空港発着の旧BAコネクト路線は現在BAシティフライヤーが運航している。
2011年、フィンランド航空と共同で、フィンランドのフィンコム航空の株式を取得。同社をフライビー・フィンランドと改名し、共同会社として運航開始。2012年 、フィンランド航空より、フィニッシュ・エアクラフト・メンテナンス（Finnish Aircraft Maintenance）株を取得。この株式売却で、フライビー・ノルディック航空の株式保有比率は、Flybe 60％、フィンランド航空40％となった。2012年10月からフィンランド航空より機材の移管を受け、Flybeがフィンランド航空の一部路線を運航していたが、2015年に保有株式をフィンエアーに売却。現在はノルディック・リージョナル・エアラインズとして運航されている。
2013年2月にはライアンエアーとの共同事業として、「フライビー・アイルランド」を設立すると発表。ライアンエアーによるエアリンガスの買収が条件で、エアバスA320で欧州路線を運航する計画であった。ライアンエアーは以前よりエアリンガス買収に動いていたが、欧州委員会より提示されている条件をクリアするべくFlybeとの新会社設立に動いたとされる。同年2月12日、ライアンエアーのエアリンガス買収提案は、欧州委員会・ECから拒否される見込みと発表。ライアンエアーは競争法に基づいて提案したにもかかわらず、ECの決定は法に基づいていないとして、弁護士に対してECの決定について裁判所に提訴するよう要求した。最終的にはライアンエアーがエアリンガス株式をインターナショナル・エアラインズ・グループに売却したため、「フライビー・アイルランド」の計画も立ち消えとなっている。
2019年、イギリスの欧州連合離脱問題や燃料費高騰を受けて、フライビーの経営が悪化。ヴァージン・アトランティック航空やアイルランドのストバルト・アビエーションなどが出資するコネクト・エアウェイズ（英語: Connect_Airways）がフライビーを買収し、2020年から『ヴァージン・コネクト』にリブランドする事が発表された。
しかしながら、その後も経営状態が改善せず2020年1月、株主による資金注入を条件に、イギリス政府が運航継続のために支援を行うことを検討する事で合意した。
フライビーのイギリス国内旅客シェアは26パーセントに達し、また航空券販売時に代理徴収した飛行旅客税(airline passenger duty(APD))など政府への税金債務が1億ポンドを超えているといった事情もあり、イギリス政府としては事業の継続を望ましいものと考えていた。このため一時期は政府の所有化に置く案なども検討されたが、同業他社からは公的支援への批判が強く、またフライビーのビジネスモデル自体がすでに破綻しているとの指摘も見られた。こうした中、新型コロナウイルスの流行による事業環境の悪化のため、当初想定の救済パッケージでの事業継続は困難との観測が流れ、3月5日に破産を申請し、すべての運航を停止すると発表した。

## 保有機材

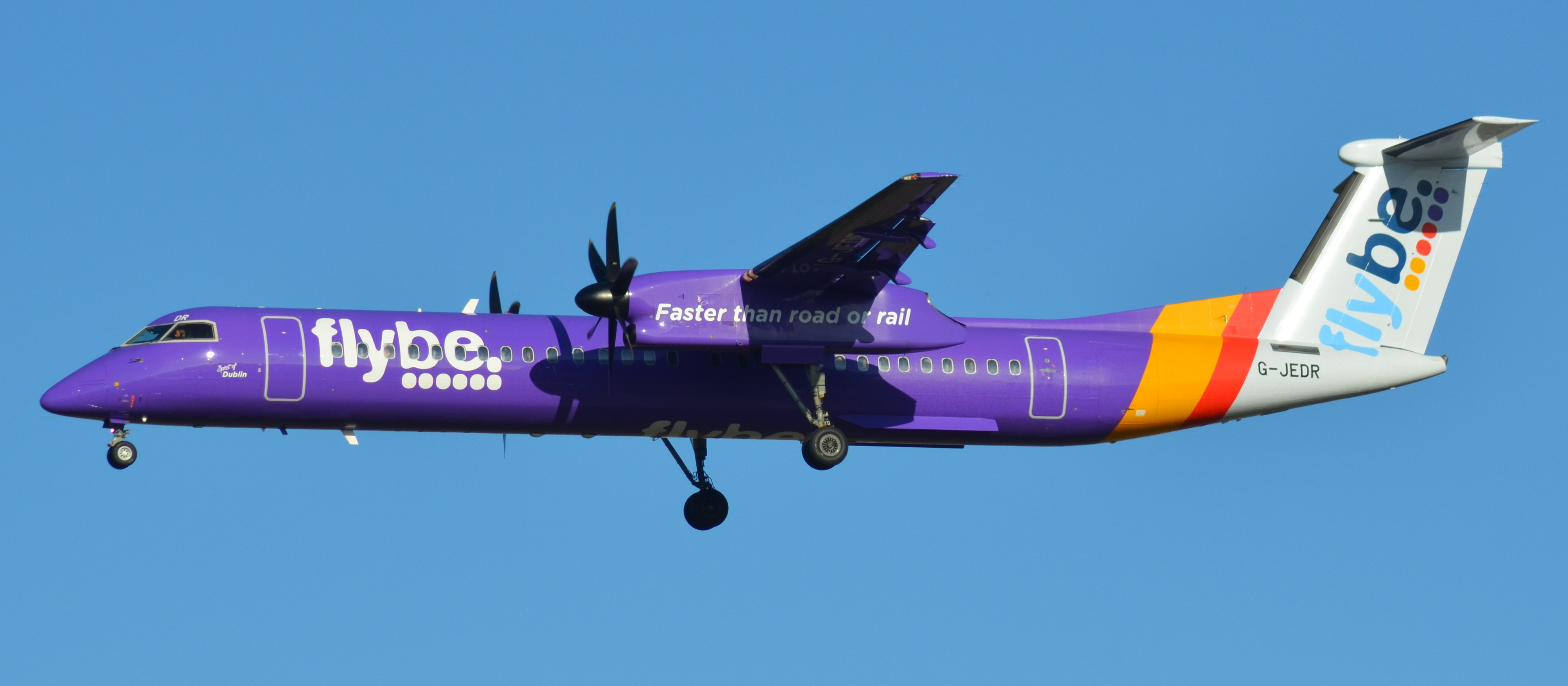
Flybe De Havilland Dash 8–400

2020年3月現在、Flybeの機材は以下の通りである。
| 機材                    | 運用機数 | 発注機数 | 座席数 | 備考 |
| ----------------------- | -------- | -------- | ------ | ---- |
| ボンバルディアDHC-8-400 | 54       | —        | 78     |      |
| エンブラエル175         | 9        | —        | 88     |      |
| 計                      | 63       | 0        |        |      |

## スポンサー活動
2006年から2010年まで、サウサンプトンFCのメインスポンサーとなり、ユニフォーム胸部に"Flybe.com"のロゴが入っていた。